# 卢陵周公墓
卢陵周公墓，位于中国广东省湛江市遂溪县岭北镇龙节岭，为遂溪县的一个县级文物保护单位，类型为古墓葬，公布时间为1985年12月27日。
卢陵周公墓的历史年代为元代。